# AGM-183 ARRW
AGM-183 ARRW (Air-Launched Rapid Response Weapon) – amerykański, hipersoniczny pocisk szybujący dalekiego zasięgu, typu powietrze - ziemia. 

## Historia
Prace nad nowy typem pocisku rozpoczęły się w firmie Lockheed Martin w sierpniu 2018 roku od podpisania kontraktu na projekt nowego typu uzbrojenia, przeznaczonego dla United States Air Force. Prace posuwały się szybko i już 2 grudnia 2019 roku, koncern zawarł kolejną umowę, w ramach której zobowiązał się do przeglądu projektu, wykonanie prób gotowego pocisku i osiągnięcie gotowości do uruchomienia produkcji seryjnej. 12 czerwca 2019 roku, odbył się pierwszy lot samolotu z makietą pocisku. Szybkość z jaką firma osiąga kolejne etapy projektu sugeruje, iż całość jest kontynuacja dużo wcześniej zapoczątkowanych prac. Lockheed Martin brał udział w pracach nad stworzeniem szybującej z prędkością hipersoniczną głowicy projektu Hypersonic Technology Vehicle 2. Pocisk ma umożliwić precyzyjne rażenie nieruchomych, wysokowartościowych celów z dalekiej odległości, w warunkach wielowarstwowej obrony atakowanych obiektów (tzw. system antydostępowy - eng. access denial/area denial - A2/AD). Źródłem sukcesu ma być bardzo duża, hipersoniczna prędkość pocisku, rzędu 6,5-8 Ma, drastycznie redukująca czas reakcji systemów obronnych na atak. Maksymalna prędkość z jaką pocisk będzie się mógł poruszać, ma być rzędu Ma20. Za produkcję silnika rakietowego odpowiada firma Aerojet Rocketdyne. Silnik na paliwo stałe ma służyć rozpędzeniu pocisku do prędkości marszowej oraz osiągnięciu wysokości przelotowej. Po wyczerpaniu się paliwa i oddzieleniu się członu z silnikiem i paliwem, do celu w locie szybowcowym podąża sama głowica. Gabaryty pocisku mają umożliwić przenoszenie AGM-183 ARRW przez bombowce Boeing B-52 Stratofortress (co najmniej cztery pociski na węzłach podskrzydłowych a wraz z wprowadzeniem nowej belki do podwieszania uzbrojenia Hercules, zwiększenie liczby przenoszonych pocisków do sześciu). Bombowce Rockwell B-1B Lancer, również, po modernizacji na zewnętrznych węzłach uzbrojenia oraz F-15EX. W lutym 2021 roku upubliczniono zdjęcie modelu samolotu F-15EX z podwieszonym pod kadłubem pojedynczym pociskiem AGM-183 ARRW. W kwietniu 2021 roku doszło do nieudanej próby nowej konstrukcji. W wyniku awarii nie doszło do oddzielenia się rakiety od pylonu, na którym była podwieszona pod skrzydłem B-52.
14 maja 2022 roku z pokładu B-52 przeprowadzono całkowicie udany test pocisku w locie.